# ديفيد بي جنكينز
ديفيد بي جنكينز (بالإنجليزية: David P. Jenkins)‏ هو محامي أمريكي، ولد في 26 أغسطس 1823 في ماونت بليستانت في الولايات المتحدة، وتوفي في 30 مارس 1915.